# Пасирано
Пасирано (итал. Passirano) је насеље у Италији у округу Бреша, региону Ломбардија.
Према процени из 2011. у насељу је живело 5495 становника. Насеље се налази на надморској висини од 198 м.

## Становништво
Према резултатима пописа становништва 2011. у општини је живело 7.114 становника.
| 1951. | 1961. | 1971. | 1981. | 1991. | 2001. | 2011. |
| ----- | ----- | ----- | ----- | ----- | ----- | ----- |
| 4.013 | 4.116 | 4.412 | 4.870 | 5.153 | 5.911 | 7.114 |